# جهد الاستعداد
في العلوم العصبية، يُعتبر جهد الاستعداد المعروف أيضًا باسم الجهد قبل الحركي أو جهد الاستعداد، مقياسًا للنشاط الحاصل في القشرة الحركية والباحة الحركية الإضافية داخل الدماغ ما يؤدي في النهاية إلى حركة العضلات الإرادية. يمثل جهد الاستعداد تجليًا للمساهمة القشرية في التخطيط قبل الحركي للحركة الإرادية. أمكن تسجيل جهد الاستعداد والإبلاغ عنه لأول مرة في عام 1964 بواسطة هانس هيلموت كورنهوبر ولودر ديكه من جامعة فرايبورغ في ألمانيا. في عام 1965، نُشرت الورقة البحثية الكاملة عنه بعد إجراء العديد من التجارب المقارنة.

## النتائج
تلقى جهد الاستعداد اهتمامًا واسعًا من المجتمع العلمي، إذ ينعكس ذلك في تعليق السير جون إكليس: «يوجد تواز رائع بين التجارب مذهلة البساطة وتجارب غاليلو غاليلي الذي بحث في قوانين حركة الكون باستخدام الكرات المعدنية على مستوى مائل». شهد جهد الاستعداد اهتمامًا أكبر حتى في علم النفس والفلسفة نظرًا إلى ارتباط الإرادة تقليديًا مع حرية الإنسان (راجع كورنهوبر 1984). مع ذلك، اتسمت روح ذلك العصر بمعاداتها للحرية في تلك السنوات؛ اعتُقد أن الحرية مجرد وهم. ساد تقليد السلوكية والفرودية بشكل محتم. على الرغم من اعتبار الإرادة في كثير من الأحيان من المفاهيم الرائدة في الأوراق البحثية النفسية قبل الحرب العالمية الأولى وما بعدها وحتى أثناء الحرب العالمية الثانية، شهد استخدام المفهوم تراجعًا بعد نهاية الحرب العالمية الثانية لتختفي هذه الكلمة المفتاحية تمامًا بحلول منتصف الستينيات وتُلغى من قاموس المفردات العائد إلى جمعية علم النفس الأمريكية. يُعتبر جهد الاستعداد إشارة كهربائية لمشاركة الباحة الحركية الإضافية (إس إم إيه) قبل الحركة الإرادية، إذ يبدا نشاطها قبل الباحة الحركية الأولية. أدى جهد الاستعداد إلى إثارة نقاش عالمي حول الإرادة الحرة (راجع الفصل الختامي في كتاب «ذا بيرايتشافت بوتينتيال»).
كما ذُكر أعلاه، يؤدي نشاط الباحة الحركية الإضافية إلى توليد المكون المبكر لجهد الاستعداد («بي بّي 1» أو «بّي بي» المبكر). تمتلك الباحة الحركية الإضافية وظيفة بدء الحركة أو الفعل. تمكن كونينغتون وآخرون في عام 2003 إثبات دور الباحة الحركية الإضافية، إذ أظهروا نشاط الباحة الحركية الإضافية الأساسية والباحة أمام الحركية الإضافية قبل حدوث الحركة أو الفعل الإراديين، بالإضافة إلى نشاط الباحة الحركية الحزامية (سي إم إيه). يُطلق على هذا في الوقت الحالي اسم «القشرة الحزامية المتوسطة الأمامية» (إيه إم سي سي). أمكن في الآونة الأخيرة من خلال دمج تقنيتي التصوير بالرنين المغناطيسي الوظيفي وتخطيط كهربية الدماغ المطبقتين بشكل متزامن إثبات وجود روابط تبادلية قوية بين الباحة الحركية الإضافية والقشرة الحزامية المتوسطة الأمامية إذ تحافظ هذه الروابط على نشاط بعضهما البعض، بالإضافة إلى توسط هذا التفاعل خلال إعداد الحركة وفقًا لسعة جهد الاستعداد.
يمكن استخدام كل من تخطيط كهربية الدماغ وتخطيط كهربية العضل بالاشتراك مع الاستدلال البايزي بهدف بناء الشبكات البايزية في محاولة للتنبؤ بالأنماط العامة لإطلاق جهود فعل العصبونات المقصودة الحركية. يبدي الباحثون ممن يعتزمون تطوير واجهات دماغية حاسوبية غير تداخلية اهتمامًا بهذا الأمر، كما هو الحال بالنسبة إلى تحليل النظام، وبحوث العمليات التشغيلية وعلم المعرفيات (على سبيل المثال، اقتُرح متنبئ سميث في المناقشة).